# 眞田清裕
眞田 清裕（さなだ せいすけ、1974年12月2日 - 1999年11月26日）は、日本のレーシングドライバー。神奈川県出身。父親はレーシングドライバーの眞田睦明。

## 経歴
1994年に国内レースに参戦を開始。1995年に渡英しレース留学。FVJ（フォーミュラ・ボクスホール・ジュニア）に参戦。
1996年に帰国し、フォーミュラ・トヨタに参戦。1998年、フォーミュラ・トヨタ第2戦筑波で初優勝。同年12月には鈴鹿サーキットで行われたF3のテストに参加（ThreeBond Racingより）。翌1999年、フォーミュラ・トヨタにスポット参戦。
1999年11月26日の午後、名神高速道路を走行中に交通事故に遭い、帰らぬ人となった。享年24。その日はオートポリスで行われる「GTオールスター戦」の練習走行日で、翌日、眞田はオートポリスに行く予定だった。事故の知らせを聞いた高木真一、土屋武士、織戸学ら眞田と親交の深かったレーサーは大きく落ち込んでいたという。事故後の現場検証によると、彼が運転中（フェラーリF360）、追い越し車線を走行中に突然トラックの荷台からの落下物と思われる大きな石があったため、避けきれずにそれに激突し、その弾みで中央分離帯に激突、更に路肩のガードレールに弾かれて停止し、その際にクルマから出火したことが明らかになっている。事故の原因となった石は、そのほかにも数台の車輌と接触していた事が判明した。
上記のレーサー以外、同時期にイギリスにレース留学していた横山崇、舘信吾とも仲が良かった。その両名ともこの世を去っている。